# 후지와라노 야스스케

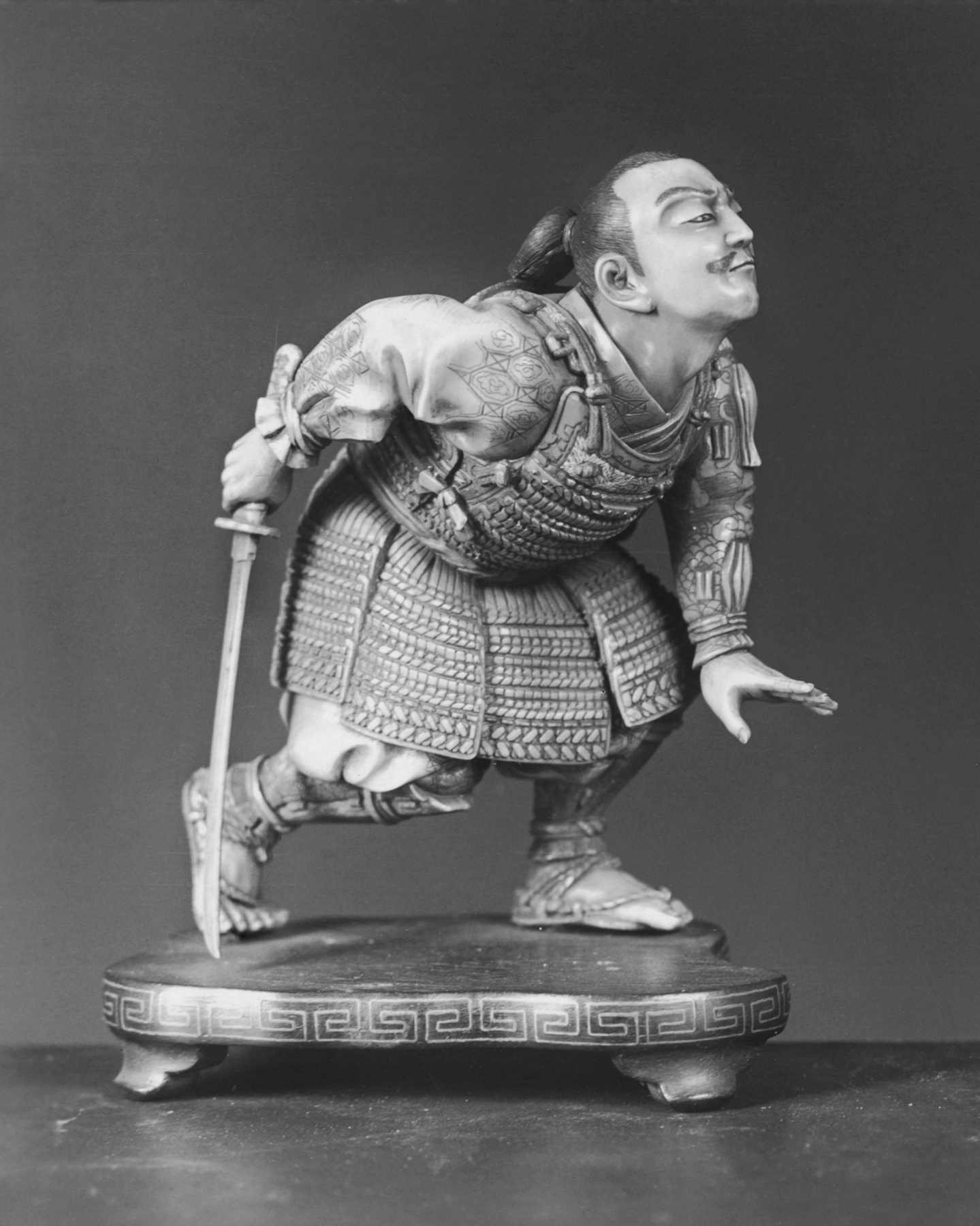

후지와라노 야스스케(일본어: 藤原保輔, 등원보보)는 헤이안(平安) 중기의 관인(官人)이자 도적(盗賊)이었다. 아버지는 우경대부(右京大夫)를 지낸 후지와라노 무네타다(藤原致忠|ふじわらの むねただ, 등원치충)이다.
관인으로서 우병위위(右兵衛尉), 우마조(右馬助)등을 지냈으나 도적으로 더 유명했다. 간나(寛和|かんな, 관화)원년 (985년)에 미나모토노 마사자네(源雅信|みなもとの まさざね, 원아신)의 별장에서 열린 대향(大饗)에서 후지와라노 기타카시(藤原季孝|ふじわらの きたかし, 등원계효)에게 상해를 입히는 사건을 일으킨다. 또한 이전에 자신의 형인 후지와라노 사이메이(藤原斉明|ふじわらの さいめい, 등원제명)를 체포한 감찰사 미나모토노 다다요시(源忠良|みなもとの ただよし, 원충량)을 피격하기도 했다. 또 후지와라노 가게사이(藤原景斉|ふじわらの かげさい, 등원경제)의 자택의 강도혐의를 받는 등 온갖 악행을 저질렀다. 이에 조정에서는 후지와라노 야스스케에게 거액의 상금을 내걸어 그를 붙잡는데 혈안이 되었고, 심지어 아버지인 후지와라노 무네타다가 연행되어 감금되기도 하였다.
이런 상황에서 위기에 몰린 후지와라노 야스스케는 북화원사(北花園寺)에서 머리를 밀고 출가하였으나, 곧 이전의 부하로 있었던 아스와노 타다노부(足羽忠信|あすわの ただのぶ, 족우충신)에게 발각되어 붙잡혔다. 곧바로 수감된 후지와라노 야스스케는 더이상의 활로를 찾지 않고 그 자리에서 칼을 꺼내 자신의 복부를 갈라 창자를 쏟아내며 자살 하였다고 한다. 이것이 일본 역사상 가장 오래된 할복자살 사례로서, 이 이후로 사무라이들의 단명(斷命) 수단으로써 할복자살이 널리 이용되었다고 한다.